# 10 VISIONS
『10 VISIONS』（テン・ヴィジョンズ）は松田樹利亜のアルバム。

## 概要
アルバムタイトルの由来は「10曲がそれぞれ違った色とヴィジョン」ということからである。ミキシングとリマスターはロンドンで行った。本作より、松田と二人三脚で行った鈴木慎一郎は編曲を行わずに作曲のみを担当する。

## 収録曲
1. Vsion
2. Tomorrow's way
3. HELP
4. Let's Groove
5. 薔薇BALLAD
6. LAST LOVE
7. Over Truth
8. 一輪の花
9. 変われない心 変わらない心

作詞：松田樹利亜(#2 - 10)
作曲：鈴木慎一郎　編曲：ISAO & SIN(#ALL)